# Lebedinskiy (cráter)

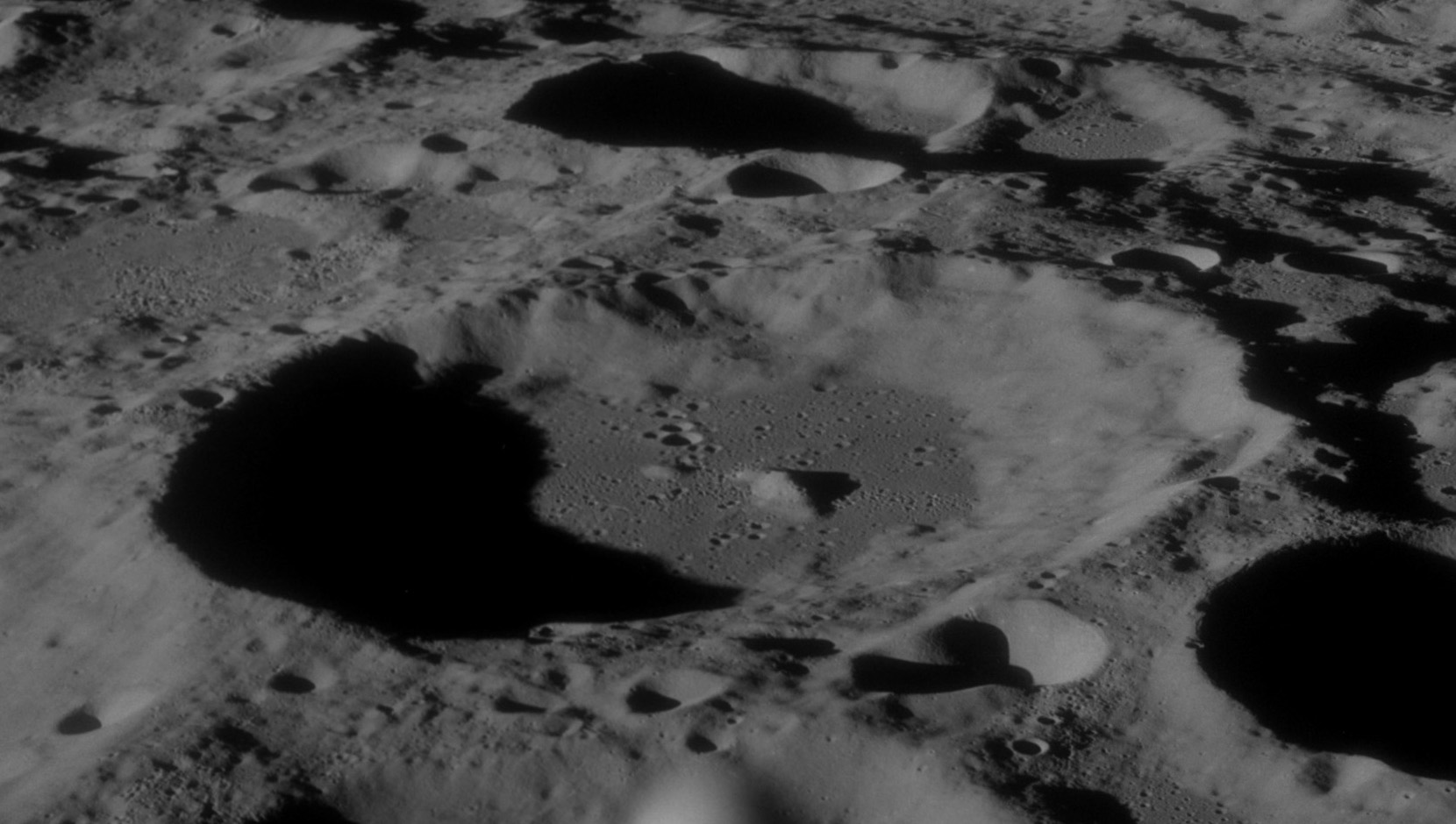
Fotografía de la misión Apolo 11

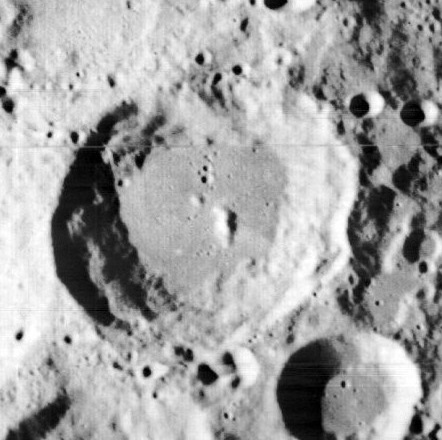
Imagen de la misión Lunar Orbiter 1

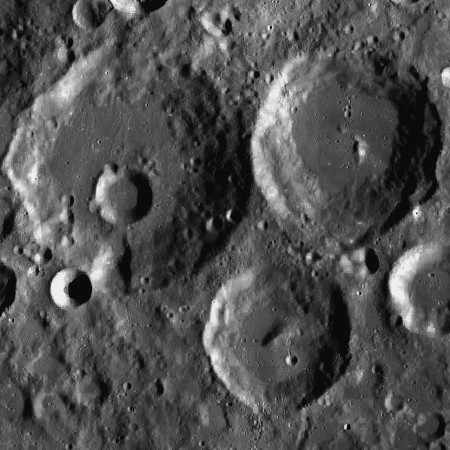
Fotografía de la misión Lunar Reconnaissance Orbiter

Lebedinskiy es un cráter de impacto perteneciente a la cara oculta de la Luna. Se inserta en el borde exterior este del cráter algo mayor Zhukovskiy. Alrededor de dos diámetros del cráter hacia el este-sureste se encuentra el cráter más pequeño Engel'gardt. Por su parte, el cráter satélite Lebedinskiy P se encuentra en el sur de la lengua de terreno situada entre Lebedinskiy y Zhukovsky, llegando casi hasta el borde suroeste de Lebedinskiy.
|  |

Es un cráter relativamente bien formado, con un borde exterior circular ligeramente erosionado. Terrazas de la pared interior originadas por materiales desplomados se localizan en el norte y el oeste. El suelo interior en general aparece nivelado, con una mínima elevación central ligeramente desplazada hacia el este del punto medio, y con solo unos pocos pequeños cráteres marcando su superficie.
Lebedinskiy se encuentra al suroeste de la Cuenca Dirichlet-Jackson.

## Cráteres satélite
Por convención estos elementos son identificados en los mapas lunares poniendo la letra en el lado del punto medio del cráter que está más cerca de Lebedinskiy.
|             | \| Lebedinskiy \| Coordenadas \| Diámetro \| \| ----------- \| ------------------------------- \| -------- \| \| A \| 10°54′N 163°42′O / 10.9, -163.7 \| 38 km \| \| B \| 10°30′N 163°12′O / 10.5, -163.2 \| 37 km \| \| K \| 6°36′N 163°18′O / 6.6, -163.3 \| 29 km \| \| P \| 6°00′N 165°00′O / 6.0, -165.0 \| 51 km \| |          |
| Lebedinskiy | Coordenadas | Diámetro |
| A           | 10°54′N 163°42′O / 10.9, -163.7 | 38 km    |
| B           | 10°30′N 163°12′O / 10.5, -163.2 | 37 km    |
| K           | 6°36′N 163°18′O / 6.6, -163.3 | 29 km    |
| P           | 6°00′N 165°00′O / 6.0, -165.0 | 51 km    |